# Colt Python
Colt Python là loại súng ngắn ổ xoay dùng đạn .357 Magnum được sản xuất bởi công ty Colt's Manufacturing Company, sử dụng cơ chế hoạt động kép. Nó được giới thiệu lần đầu vào năm 1955, cùng năm với khẩu Smith & Wesson M27, dùng đạn .44 Magnum. Khẩu Python còn được gọi là "Combat Magnum". Colt Python là loại súng có độ chính xác cao, hỏa lực mạnh vì dùng đạn.357 nhưng nó có độ giật rất lớn nên không phù hợp với những người mới làm quen với súng. Các nhà sưu tầm vũ khí và nhà văn như Jeff Cooper, Ian V. Hogg, Chuck Hawks, Leroy Thompson, Scott Wolber, Renee Smeets và Martin Dougherty đã từng nói rằng Python là loại súng lục tốt nhất từng được sản xuất.